# Marathon van Madrid 2001
De marathon van Madrid 2001 (ook wel Madrid Popular) werd gelopen op zondag 29 april 2001. Het was de 24e editie van deze marathon.
De zege bij de mannen ging naar de Spanjaard Jose Ramon Rodriguez in 2:19.12. Hij bleef de Portugees Vitor-Mariano Dasilva slechts zeven tellen voor. Bij de vrouwen won de Cubaanse Mariela González de wedstrijd in 2:44.18.

## Uitslagen

### Mannen
| rang   | naam                   | land | tijd    |
| ------ | ---------------------- | ---- | ------- |
| Goud   | Jose Ramon Rodriguez   | ESP  | 2:19.12 |
| Zilver | Vitor-Mariano de Silva | POR  | 2:19.19 |
| Brons  | Julius Mtibani         | TAN  | 2:19.45 |
| 4      | Aleksandr Krestyaninov | RUS  | 2:20.00 |
| 5      | Mohamed Aoulhab        | MAR  | 2:20.40 |
| 6      | Carlos Alberto Valente | POR  | 2:20.58 |
| 7      | Iran Ramon Trutie      | CUB  | 2:21.11 |
| 9      | Jose Maria Gonzales    | ESP  | 2:26.34 |

### Vrouwen
| rang | naam             | land | tijd    |
| ---- | ---------------- | ---- | ------- |
| Goud | Mariela González | CUB  | 2:44.18 |

1978 ·
1979 ·
1980 ·
1981 ·
1982 ·
1983 ·
1984 ·
1985 ·
1986 ·
1987 ·
1988 ·
1989 ·
1990 ·
1991 ·
1992 ·
1993 ·
1994 ·
1995 ·
1996 ·
1997 ·
1998 ·
1999 ·
2000 ·
2001 ·
2002 ·
2003 ·
2004 ·
2005 ·
2006 ·
2007 ·
2008 ·
2009 ·
2010 ·
2011 ·
2012 ·
2013 ·
2014 ·
2015 ·
2016 ·
2017